# Nehemia Gordon
Nehemia Gordon, in ebraico נחמיה גורדון‎? (Chicago, 1º gennaio 1972), è un biblista statunitense di origini israeliane.
Studioso delle antiche origini ebraiche dell'ebraismo e del cristianesimo, è noto per aver lavorato come traduttore sui Rotoli del Mar Morto e come ricercatore che decifrava antichi manoscritti ebraici. Ha lavorato con Emanuel Tov, e rimane una figura dell'ebraismo karaita contemporaneo.

## Opere

### Studi sui manoscritti del Mar Morto
- The Dead Sea Scrolls Reader, Part 1. Texts Concerned with Religious Law ISBN 90-04-12650-3
- The Dead Sea Scrolls Reader, Part 2. Exegetical Texts ISBN 90-04-12648-1
- The Dead Sea Scrolls Reader, Part 6. Additional Genres and Unclassified Texts ISBN 90-04-12646-5

### Caraiti Opere
- As It Is Written: A Brief Case for Karaism by Shawn Lichaa, Nehemia Gordon, and Meir Rekhavi ISBN 0-9762637-1-8
- The Pronunciation of the Name.

### Studi su Gesù ed ebraismo
- The Hebrew Yeshua vs. the Greek Jesus ISBN 0-9762637-0-X
- A Prayer to Our Father: Hebrew Origins of the Lord's Prayer by Nehemia Gordon and Keith Johnson ISBN 0-9762637-4-2